# Kuqa
Kuqa en otras transliteraciones como Kucha
(en uigur: كۇچار, romanizado: Kuqar, en chino, 库车; pinyin, Kùchē) es un condado bajo la administración directa de la Prefectura Aksu en la Región autónoma de Sinkiang, República Popular China. Su área es de 14 525 km² y su población total para 2010 superó los 460 mil habitantes.

## Administración
Desde octubre de 2022, el condado Kuqa se divide en 18 pueblos que se administran en 4 subdistritos, 8 poblados y 6 villas.